# Hungría en los Juegos Olímpicos de Atlanta 1996
Hungría estuvo representada en los Juegos Olímpicos de Atlanta 1996 por un total de 212 deportistas que compitieron en 24 deportes.  
La portadora de la bandera en la ceremonia de apertura fue la sablista Bence Szabó.

## Medallistas
El equipo olímpico húngaro obtuvo las siguientes medallas:
| Nombre                                                   | Deporte            | Competición      |
| -------------------------------------------------------- | ------------------ | ---------------- |
| Oro                                                      |                    |                  |
| Balázs Kiss                                              | Atletismo          | Martillo M       |
| István Kovács                                            | Boxeo              | Gallo (54 kg) M  |
| Norbert Rózsa                                            | Natación           | 200 m braza M    |
| Attila Czene                                             | Natación           | 200 m estilos M  |
| Krisztina Egerszegi                                      | Natación           | 200 m espalda F  |
| Csaba Horváth György Kolonics                            | Piragüismo         | C2 500 m M       |
| Rita Kőbán                                               | Piragüismo         | K1 500 m F       |
| Plata                                                    |                    |                  |
| Csaba Köves József Navarrete Bence Szabó                 | Esgrima            | Sable por eqs. M |
| Szilveszter Csollány                                     | Gimnasia artística | Anillas M        |
| Károly Güttler                                           | Natación           | 200 m braza M    |
| Attila Adrovicz Ferenc Csipes Gábor Horváth András Rajna | Piragüismo         | K4 1000 m M      |
| Bronce                                                   |                    |                  |
| Equipo                                                   | Balonmano          | Torneo F         |
| Géza Imre                                                | Esgrima            | Espada ind. M    |
| Gyöngyi Szalay                                           | Esgrima            | Espada ind. F    |
| Attila Feri                                              | Halterofilia       | 70 kg M          |
| Ágnes Kovács                                             | Natación           | 200 m braza F    |
| Krisztina Egerszegi                                      | Natación           | 400 m estilos F  |
| János Martinek                                           | Pentatlón moderno  | Individual M     |
| Imre Pulai                                               | Piragüismo         | C1 500 m M       |
| György Zala                                              | Piragüismo         | C1 1000 m M      |
| Csaba Horváth György Kolonics                            | Piragüismo         | C2 1000 m M      |